# Come fratelli
Come fratelli è un film del 2025 diretto da Antonio Padovan.

## Trama
Melissa e Sabrina sono amiche per la vita, come sorelle, da quando erano piccole. Le due sono sposate con Giorgio e Alessandro, che pur non condividendo un legame profondo quanto quello delle mogli, sono comunque ottimi amici. Il legame tra Melissa e Sabrina sembra ricevere una conferma quasi divina della sua importanza quando scoprono di essere entrambe incinte e partoriscono lo stesso giorno i loro figli, Samuele e Michele. Purtroppo, però, dopo poco tempo le due donne muoiono in un incidente, lasciando soli Giorgio e Alessandro.
All'inizio, i due uomini cercano di adattarsi a questa nuova situazione con l'aiuto delle loro famiglie, ma ben presto la cosa si rivela troppo difficile per entrambi (soprattutto per Giorgio con i suoi genitori ansiosi e invadenti). Una sera decidono di cenare insieme a casa di Alessandro, come facevano spesso prima della tragedia, e si accorgono che, unendo le forze, riescono a occuparsi dei due neonati molto meglio che da soli o con l’aiuto di chiunque altro. Da quel momento scelgono di crescere insieme i figli, che cresceranno come due veri fratelli.
Quando i bambini compiono quattro anni, Alessandro decide che, avendo trascorso abbastanza tempo da vedovo e con i figli sufficientemente cresciuti, è giunto il momento di ricominciare a dedicarsi a sé stesso, oltre che a loro e al lavoro. Riprende a uscire con donne, spesso solo per una notte, esortando Giorgio a fare lo stesso, ma quest'ultimo è ancora molto indeciso.
Una sera, però, Giorgio ha un piccolo incidente mentre cerca di entrare dalla finestra della galleria d’arte di cui è curatore, da cui era rimasto chiuso fuori. A salvarlo è Nöel, la ragazza con cui ha collaborato negli ultimi anni. Tornati a casa, capiscono di piacersi, iniziano a frequentarsi e, poco dopo, diventano una coppia ufficiale, con pure Samuele e Nöel che si affezionano l'uno all'altra.
Questa nuova relazione implica inevitabilmente che Giorgio, Nöel e Samuele debbano trovare un’abitazione tutta per loro. All’inizio Alessandro ne rimane sconvolto, litigando più volte con l'amico, ma poi capisce che Giorgio e Samuele devono essere liberi di vivere nel modo che desiderano. Si ricorda infatti di come Melissa e Sabrina, per spiegare il perché la loro amicizia fosse così profonda, avessero spiegato come nessuna delle due era né si sentiva responsabile della felicità dell’altra, perché quando vuoi davvero bene a qualcuno, devi poter gioire della sua felicità, ma non può essere che se tu non sei felice neanche lui può esserlo. Quindi, anche se il legame tra i quattro non smetterà mai di esistere, è arrivato il momento di mettere fine alla loro insolita, ma felice convivenza. Allo stesso tempo, Alessandro riconosce che, pur avendo ripreso una vita sociale, non intende cercare una relazione sentimentale duratura e che vuole continuare a essere un padre single.
Qualche tempo dopo, Alessandro e Michele fanno visita alla casa in cui si sono trasferiti Giorgio, Nöel e Samuele. Mentre aspettano Giorgio, ancora fuori, Michele ha un piccolo incidente e si fa un brutto taglio a un dito. Alessandro e Nöel lo portano subito al pronto soccorso e quando Giorgio li raggiunge è evidente il suo spavento: a causa di un malinteso, aveva temuto che la ferita fosse molto più grave, ma per fortuna sono serviti solo pochi punti di sutura. Sebbene l’incidente si risolva senza conseguenze, la paura provata da Giorgio dimostra quanto il legame tra i due bambini e i loro papà sia troppo forte e inscindibile. La convivenza di loro quattro è stata una soluzione insolita per crescere i due bambini quando erano molto piccoli, ma ora che c'è anche Nöel, hanno bisogno di una nuova soluzione insolita per poter dare agli adulti lo spazio di cui hanno bisogno senza però separare Michele e Samuele.
Così, i cinque si trasferiscono insieme, questa volta in due appartamenti di fronte e collegati da una stanza in comune, che diventa la camera da letto dei bambini, permettendo a Giorgio e Alessandro di mantenere le loro vite, vicine ma separate, senza però dividere i due bambini, che continueranno a crescere insieme come fratelli.

## Distribuzione
Il film è stato distribuito nelle sale cinematografiche italiane il 26 giugno 2025, dopo essere stato presentato fuori concorso al Taormina Film Festival 2025.

## Promozione
Il trailer ufficiale del film è stato pubblicato il 30 maggio 2025.

## Accoglienza
Il film è stato accolto con recensioni generalmente favorevoli dalla critica cinematografica.